# Fort Pierce
Fort Pierce és una població dels Estats Units, seu del comtat de Saint Lucie, a l'estat de Florida. Segons el cens del 2008 tenia 41.000 habitants.

## Demografia
Segons el cens del 2000, Fort Pierce tenia 37.516 habitants, 14.407 habitatges, i 8.817 famílies. La densitat de població era de 982,7 habitants/km².
Dels 14.407 habitatges en un 28,1% hi vivien nens de menys de 18 anys, en un 36,1% hi vivien parelles casades, en un 19,3% dones solteres, i en un 38,8% no eren unitats familiars. En el 31,1% dels habitatges hi vivien persones soles el 13,9% de les quals corresponia a persones de 65 anys o més que vivien soles. El nombre mitjà de persones vivint en cada habitatge era de 2,56 i el nombre mitjà de persones que vivien en cada família era de 3,19.
Per edats la població es repartia de la següent manera: un 27,2% tenia menys de 18 anys, un 9,8% entre 18 i 24, un 26,1% entre 25 i 44, un 19,5% de 45 a 60 i un 17,5% 65 anys o més.
L'edat mediana era de 35 anys. Per cada 100 dones de 18 o més anys hi havia 94,9 homes.
La renda mediana per habitatge era de 25.121 $ i la renda mediana per família de 29.458 $. Els homes tenien una renda mediana de 21.274 $ mentre que les dones 20.012 $. La renda per capita de la població era de 14.345 $. Entorn del 25,4% de les famílies i el 30,9% de la població estaven per davall del llindar de pobresa.

## Poblacions més properes
El següent diagrama mostra les poblacions més properes.